# نفرکارع یکم
| V10A | F35 | D28 | Z1 | V11A | G7 |

| V10A | F35 | D28 | Z1 | V11A | G7 |

نفرکارع یکم یا کاعا نام یکی از فرعون‌های مصر باستان است که گمان می‌رود در دودمان دوم فرمانروایی می‌کرده است. طول و تاریخ دقیق فرمانروایی او نامشخص است چرا که فهرست تورین این تاریخ را ذکر نکرده. مانثون نیز این تاریخ را در نوشته‌های خود ۲۵ سال عنوان کرده.
هر دو فهرست پادشاهان تورین و سقاره نفرکارع را پادشاه پس از سنج و پیش از نفرکاسوکار می‌دانند.